# Стяуа (спортивний клуб)
Спортивний клуб армії «Стяуа Бухарест» (рум. Clubul Sportiv al Armatei Steaua București), більш відомий як просто СКА «Стяуа» (рум. CSA Steaua București) — спортивний клуб, що базується в Бухаресті й керується Міністерством національної оборони Румунії. Це один з найуспішніших спортивних клубів не лише Румунії, нарівні з «Динамо» (Бухарест), а й усієї Європи. Заснований 7 червня 1947 року як Армійська спортивна асоціація Бухареста (рум. Asociația Sportivă a Armatei București), після чого кілька разів змінив назву, перш ніж став називатися «Стяуа» (укр. Зірка) у 1961 році.

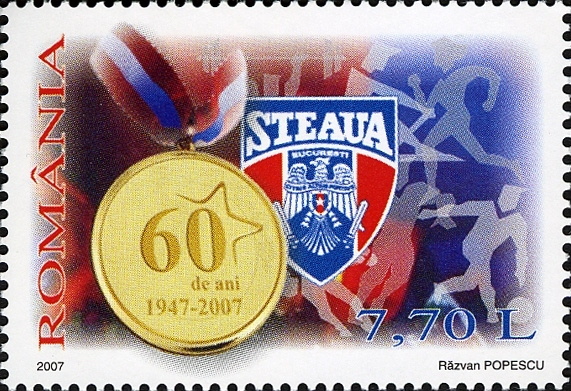
Поштова марка, присвячена 60-річчю клубу, 2007 рік.

Наразі має секції з низки видів спорту, це футбол, регбі, хокей на льоду, гандбол, водне поло, баскетбол, волейбол, легка атлетика, плавання, гімнастика, бокс, веслування, каное, стрільба, важка атлетика, фехтування, теніс, їзда на велосипеді та дзюдо.

## Історія
7 червня 1947 року за ініціативою кількох офіцерів румунської армії за указом генерала Міхая Ласкера, тодішнього міністра оборони Румунії, був створений перший румунський спортивний клуб армії. Клуб отримав назву АСА Бухарест (Asociația Sportivă a Armatei București — Спортивна Асоціація армії) і включив в себе сім різних секцій (футбол, фехтування, волейбол, бокс, стрільба, легка атлетика, теніс), а його керівництво було доручено генерал-майору Оресте Александреску. Рішення було прийняте на підставі того, що декілька офіцерів уже змагалися за різні клуби, що створювало гарне ядро для формування майбутніх команд. Цього ж року перше національне золото клубу здобув Георге Візіру в тенісі.

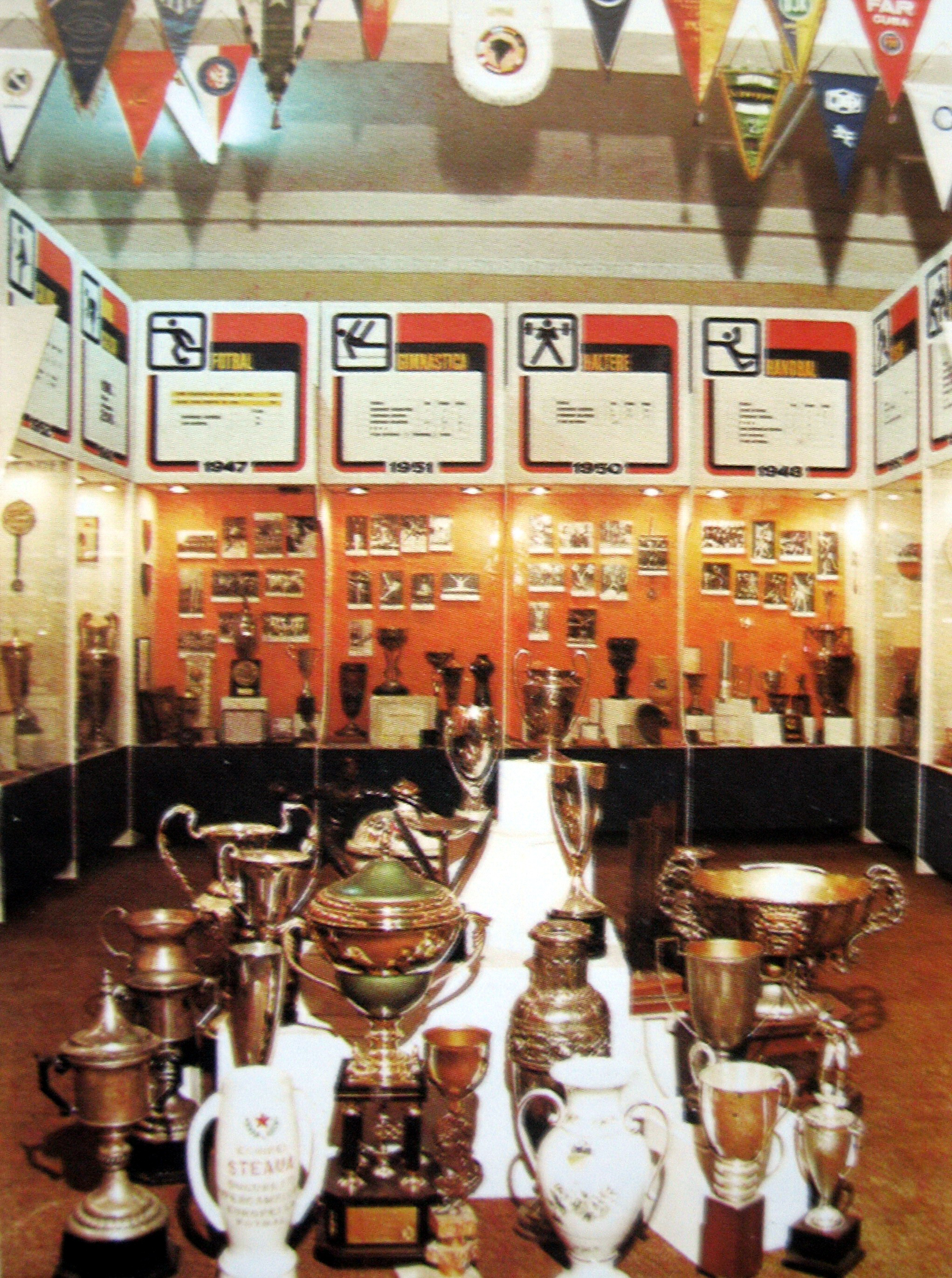
Кімната трофеїв

Коли румунська королівська армія перетворилася на Народну армію після державного перевороту в кінці 1947 року, а Румунія перетворилася з монархії на комуністичну народну республіку, було здійснено кілька змін назви. 5 червня 1948 року наказом 289 Міністерства національної оборони клуб отримав назву КСКА (CSCA, Clubul Sportiv Central al Armatei, Центральний спортивний клуб армії), і перший логотип (буква A, вписана в червону зірку, символ Червоної армії, на синьому диску).
У березні 1950 року клуб змінив назву на ККА (CCA, рум. Casa Centrală a Armatei, укр. Центральний будинок армії), а к 1961 році остаточно змінив свою назву на «Стяуа» (рум. CSA Steaua București, рум. Clubul Sportiv al Armatei Steaua). Назва «Стяуа» з румунською перекладається як «Зірка» і була прийнято тому, що, як і в будь-якій іншій країні Східної Європи того часу, зірка стала символом армії. На логотипі зірка стала жовтого кольору на фоні синьо-червоного шита, що символізує триколірний червоно-жовто-синій прапор Румунії.
9 квітня 1974 року відбулося відкриття найсучаснішого спортивного комплексу країни на той час — Complexul Sportiv Steaua (укр. Спортивний комплекс «Стяуа»), що включав футбольний стадіон «Стяуа» на 30 000 глядачів, шість інших майданчиків для тренувань і мініготель для спортсменів.
Протягом багатьох років найуспішнішими секціями клубу в міжнародному масштабі були секції з гандболу (чемпіони Європи двічі), футболу (чемпіони Європи один раз), волейболу, гімнастики, тенісу, легкої атлетики, стрільби, фехтування, веслування та каное. Колишня зірка тенісу, перша ракетка світу, Іліє Настасе розпочав свою кар'єру також саме в клубі «Стяуа».

## Секції

### Футбол

Логотип футбольної секції «Стяуа» з 2017 року.

Футбольна секція була однією з семи секцій, утворених 7 червня 1947 року разом із заснуванням клубу. Великий прорив команди відбувся в 1986 році, коли їй вдалося стати першими чемпіонами Європи зі східної країни, вигравши Кубок європейських чемпіонів. Відтоді вони стали найуспішнішою футбольною командою країни з 21 титулом національного чемпіонату, 20 Кубком Румунії, 4 Суперкубком Румунії, 1 Кубком чемпіонів Європи та 1 Суперкубком Європи. До того ж футбольна команда має велику кількість фанатів, понад 60 % населення вважають «Стяуа» своєю улюбленою футбольною командою.
Колись вважалося, що футбольна секція клубу відокремилась від спортивного клубу 1998 року, однак ця інформація хибна. Некомерційна організація, відома як AFC Steaua București, ніколи не купувала футбольну секцію. Їй лише було дозволено використовувати бренд і назву «Стяуа», тому команда, відома нині як ФКСБ, тривалий час носила офіційно назву «Стяуа» і після того, як Міністерство національної оборони в 2011 році подало позов до клубу стверджуючи, що саме армія Румунії є законними власниками логотипу, кольорів, нагород та назви «Стяуа», Виконавчий комітет Румунської федерації футболу схвалив зміну назви клубу з «SC Fotbal Club Steaua București SA» на «SC Fotbal Club FCSB SA» 30 березня 2017 року після подальших судових вироків та рішення про сплату 38 мільйонів євро за незаконне використання свого імені «Стяуа».
Влітку того ж року спортивний клуб «Стяуа» відновив свою футбольну секцію. Команда розпочала тренування в липні 2017 року, головним тренером став Маріус Лакетуш, а команда стала виступати у Лізі IV.

### Гімнастика
Гімнастична секція в клубі теж дуже сильна. Вони є одним з найбільших клубів Румунії та виховала гімнастів світового та олімпійського рівнів. Серед них:
- Сандра Ізбаша — дворазова олімпійська чемпіонка (Лондон 2012)
- Александра Еремія — дворазова олімпійська медалістка (Афіни 2004, золото і бронза)
- Сільвія Строеску — олімпійська чемпіонка (Афіни 2004, Команда)
- Маріан Драгулеску — триразова олімпійська медалістка (Афіни 2004, срібло та двічі бронза), включаючи вісім золотих медалей на чемпіонаті світу та десять золотих медалей на чемпіонаті Європи.

### Гандбол
Гандбольна команда «Стяуа» виграла Кубок Європи у сезонах 1967–68 (13–11 проти «Дукла Прага») та 1976–77 (21–20 проти ЦСКА Москва), а також Кубок виклику Європи у сезоні 2005–06 (21–26 та 34–27 проти «Хорта»). Вони також тричі займали друге місце на Кубку Європи у сезонах 1970–71 (16–17 проти «Гуммерсбаха»), 1973–74 (16–17 проти «Гуммерсбаха») та 1988–89 (30–24 і 23–37 проти СКА Мінськ).
Команда також 28 разів вигравала чемпіонат Румунії з гандболу 7х7 (1962–63, 1966–67, 1967–68, 1968–69, 1969–70, 1970–71, 1971–72, 1972–73, 1973 –74, 1974–75, 1975–76, 1976–77, 1978–79, 1979–80, 1980–81, 1981–82, 1982–83, 1983–84, 1984–85, 1986–87, 1987–88, 1988–89, 1989–90, 1993–94, 1995–96, 1999–00, 2000–01, 2007–08), чемпіонат Румунії з гандболу 11х11 7 разів (1950, 1951, 1952, 1954, 1955, 1957, 1961) та Кубок Румунії 9 разів (1980–81, 1984–85, 1989–90, 1996–97, 1999–00, 2000–01, 2006–07, 2007–08, 2008–09).

### Хокей
Секція з хокею на льоду буда заснована в 1951 році. Є автономним клубом з 2004 року, але все ще належить до структури «Стяуа». Це найуспішніший клуб Румунії, який вигравав вітчизняну лігу 40 разів, постійний світовий рекорд національних чемпіонатів з хокею.

### Регбі
З 1947 року команда з регбі вигравала вітчизняну лігу 24 рази. Команди румунських регбі-клубів не беруть участі у великих європейських змаганнях через очевидну різницю у класі між ними та групою провідних континентальних країн. Натомість збірна Румунії з регбі, що складається в основному з гравців «Стяуа», щороку бере участь у Кубку європейських викликів.

### Баскетбол
Клуб заснував баскетбольну секцію в 1952 році. Клуб вигравав чемпіонат Румунії з баскетболу 21 раз у сезонах 1955–56, 1957–58, 1958–59, 1959–60, 1960–61, 1961–62, 1962–63, 1963–64, 1965–66, 1969–70, 1977–78, 1979–80, 1980–81, 1981–82, 1983–84, 1984–85, 1985–86, 1986–87, 1988–89, 1989–90 та 1990–91. Найбільш помітне досягнення команди — півфінал на Кубку європейських чемпіонів 1960–61.
Після Румунської революції БК «Стяуа» став першим баскетбольним клубом в Румунії, який став приватним. Однак через кілька років він збанкрутував, і спортивний клуб керував лише молодіжною командою з баскетболу під назвою Clubul Sportiv Școlar Steaua București. 2008 року клуб об'єднався з «Тирговіште» і знову став виступати у першому дивізіоні. У 2011 році команда дійшла до фіналу Кубка Румунії.

### Волейбол
Волейбольний клуб «Стяуа» два рази грав у фіналі Кубка європейських чемпіонів, у 1969 році (проти ЦСКА Софії) та 1979 року (проти «Червени Гвезди» Братислава), але обидва рази програвав. Також клуб ставав чемпіоном Румунії 1951, 1952, 1954, 1957, 1967, 1968, 1969, 1960, 1971, 1978, 1986, 1987, 1988, 1989, 1990 та 1991 років.